# 新潟県道29号吉田弥彦線
新潟県道29号吉田弥彦線（にいがたけんどう29ごう よしだやひこせん） は、新潟県燕市から西蒲原郡弥彦村に至る県道（主要地方道）である。

## 概要
燕市吉田の国道116号、国道289号から彌彦神社への路線である。

### 路線データ
- 起点：新潟県燕市吉田東栄町（春日町交差点＝国道116号・国道289号交点）
- 終点：新潟県西蒲原郡弥彦村大字弥彦
- 実延長：5,662.4 m[1]

## 歴史
- 1993年（平成5年）5月11日 - 建設省から、県道吉田弥彦線が吉田弥彦線として主要地方道に指定される[2]。

## 地理

### 通過する自治体
- 燕市
- 西蒲原郡弥彦村

### 交差する道路

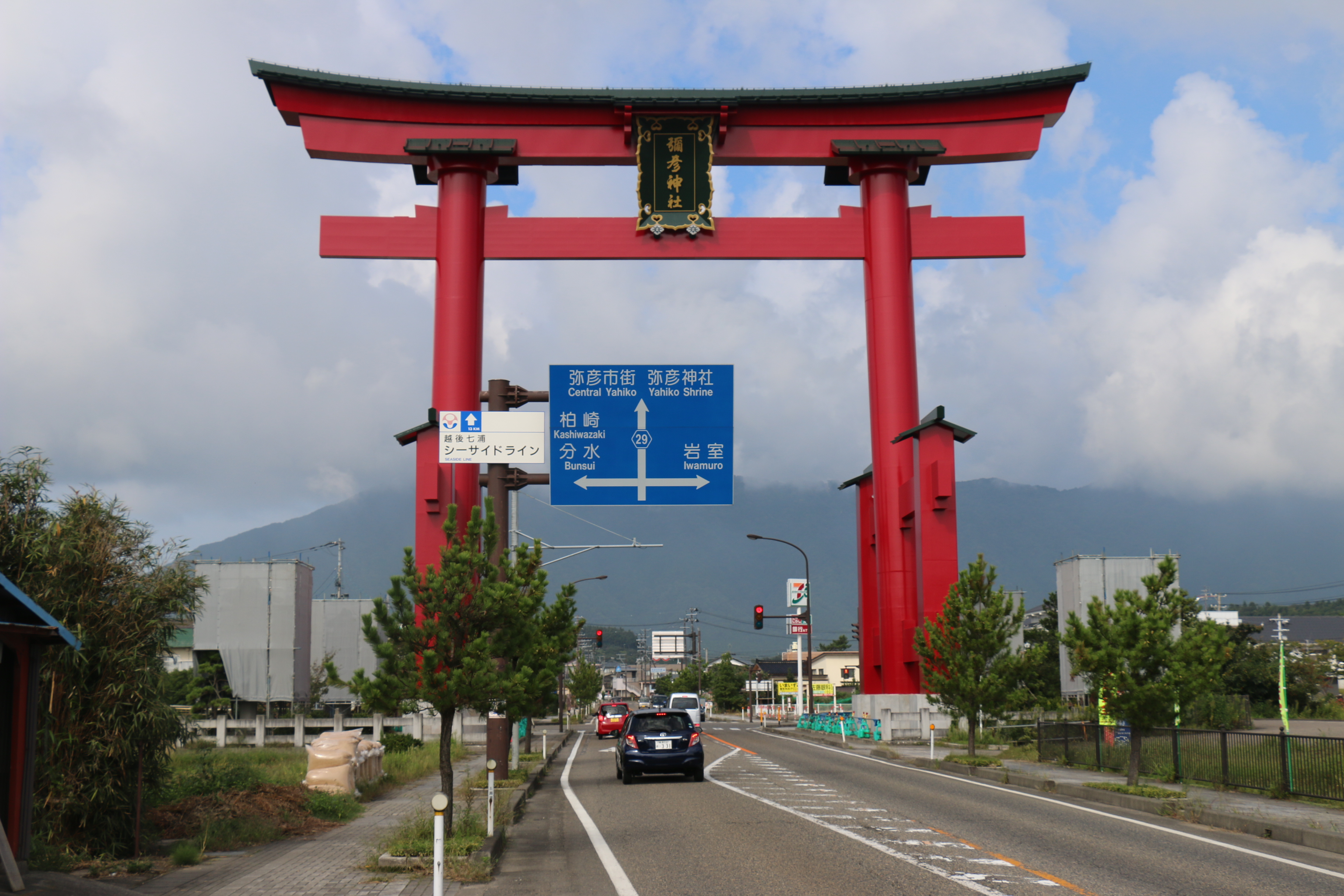
彌彦神社大鳥居

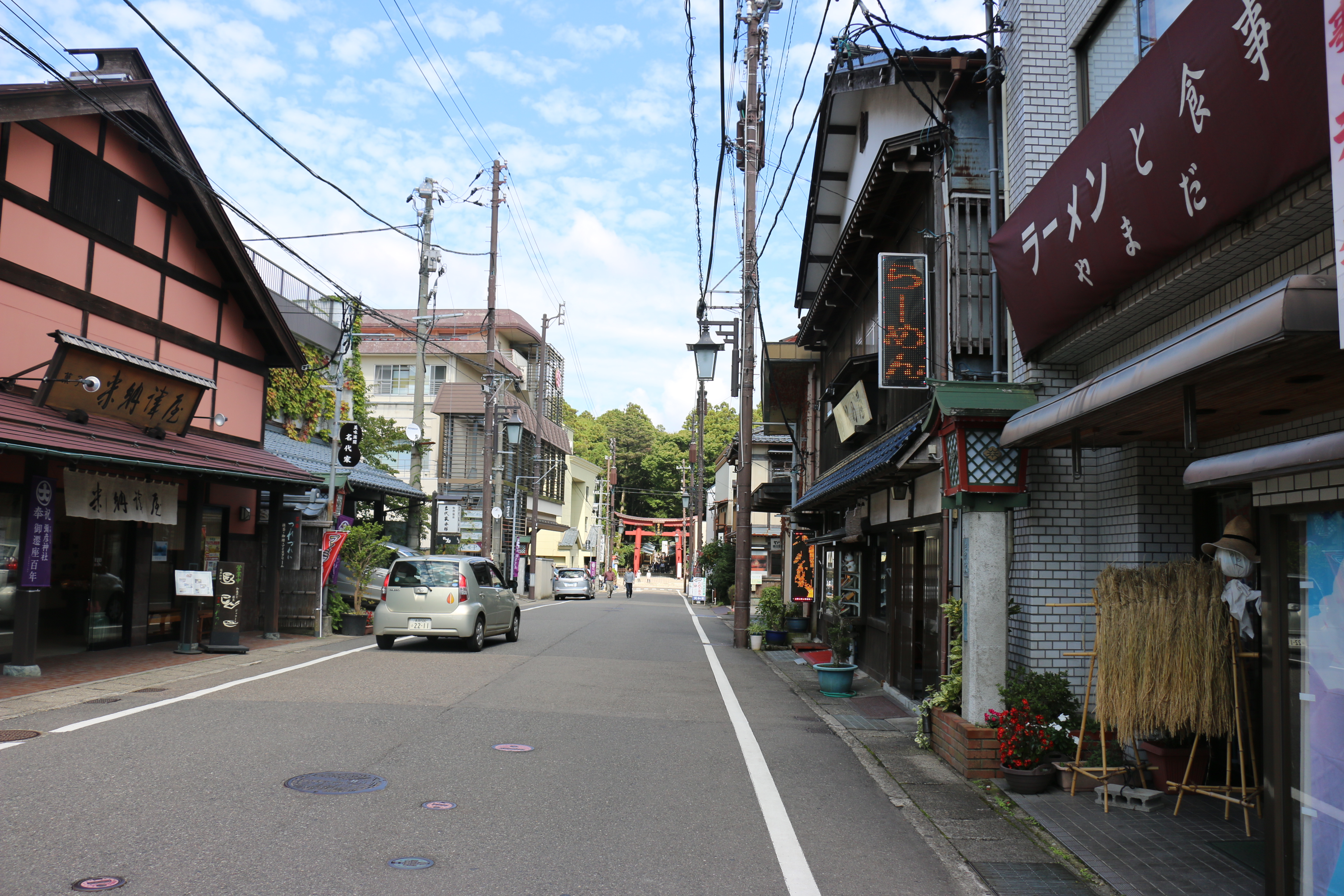
終点付近。奥の鳥居の前が終点となる。

- 国道116号・国道289号（起点：春日町交差点）
- 新潟県道223号石瀬吉田線・新潟県道374号五千石巻新潟線（吉田跨線橋西詰交差点）
- 新潟県道297号矢作長崎線（矢作駅前交差点）
- 新潟県道2号新潟寺泊線（弥彦交差点）
- 新潟県道160号弥彦停車場線（弥彦村大字弥彦）
- 弥彦村道（終点：弥彦村大字弥彦）

### 沿線の施設など
- JR越後線
  - 吉田駅
- JR弥彦線
  - 吉田駅 - 矢作駅 - 弥彦駅
- 財団法人 新潟県環境衛生研究所 本所
- 燕市役所 吉田庁舎
- 弥彦村役場
- 弥彦村立弥彦中学校
- 弥彦村立弥彦小学校
- 三条信用金庫 吉田支店
- 新潟縣信用組合 吉田東支店
- JA越後中央 弥彦支店
- 越後吉田郵便局
- 矢作簡易郵便局
- 富士通フロンテック 新潟工場
- きむら食品 本社・工場
- 原信 吉田店
- クスリのコダマ 吉田南店
- ひらせいホームセンター 弥彦店
- 彌彦神社
- 弥彦温泉
- 弥彦競輪場
- 弥彦山
- 弥彦山ロープウェイ